# Ergosterol
Ergosterol – organiczny związek chemiczny z grupy steroidów. Jest prowitaminą D2. Wchodzi w skład błon komórkowych grzybów (np. drożdży), spełniając tę samą funkcję, co cholesterol w komórkach zwierzęcych. Ponieważ ergosterol jest obecny w błonie komórkowej grzybów, a nie występuje w błonach komórkowych zwierzęcych, jest on celem dla leków przeciwgrzybiczych. Używany jest jako związek wskaźnikowy dla szacowania zawartości żywej/świeżej biomasy grzybów w glebach i osadach, ponieważ szybko ulega rozkładowi.